# Observatoire national du cadre de vie
 (septembre 2019).
Pour les articles homonymes, voir ONCV.
L'Observatoire national du cadre de vie (ONCV) est un observatoire français lancé le 5 septembre 2019 par diverses entités des domaines de l'architecture, l'urbanisme, l'écologie et du droit.

Rassemblant plusieurs organismes et fédérations professionnelles (représentant les géomètres-experts, des aménageurs, les Scot, des écologues, l'Office français de la biodiversité, le bâtiment (FFB), des urbanistes, l'Alliance HQE-GBC et les entrepreneurs du paysagistes), il vise à mieux cerner les attentes des Français en la matière (via un baromètre annuel, notamment ; pour mieux y répondre.

## Fondateurs
les membres fondateurs de l'ONCV sont :  
- l'Ordre des géomètres-experts ;
- le Conseil national de l'ordre des architectes (CNOA) ;
- l'Office professionnelle de qualification des urbanistes (OPQU) ;
- l'Union nationale des aménageurs (UNAM) ;
- l'Association française interprofessionnelle des écologues (AFIE) ;
- la Fédération des Scot ;
- le Barreau de Paris.

## Objectif
L'observatoire s'est donné comme mission de réunir et analyser les études disponible et les informations remontée du terrain par ses membres, pour affiner la connaissance du cadre de vie et de son évolution, afin que les acteurs de l'aménagement du territoire et de la construction puissent mieux répondre aux attentes des français. 
Il s’agira donc ce croiser les données relatives aux questions de lien avec la nature, les écosystèmes et paysages, mais aussi, de logement et d’urbanisme, de foncier, de déplacements, de pouvoir d'achat, ou encore de confort thermique.

## Réalisations
Le premier travail de l'ONCV est l’exploitation d’une enquête d'opinion au sujet du cadre de vie conduite par l'institut OpinionWay. Cette enquête a conclu que : (2019)
- les Français ont (en 2019) une vision à la fois large et restrictive du concept de "cadre de vie", de plus en plus déconnectée de la Nature et recentrée sur les conditions de vie, dans le logement et les transports, où l’on passe de plus en plus de temps) ; la notion de cadre de vie semblant de plus en plus confondu avec d’habitat et/ou de « qualité de vie » puisque la maison individuelle reste plébiscitée (pour 80% des sondés), et puisque 28% incluent dans leurs critères de bon cadre de vie le pouvoir d'achat, avant même le bien-être (23%), les proches (20%) et la santé (17%). Selon ce sondage, la majorité des français se disent satisfaits de leur cadre de vie (84%) et jugent (76%) que leur quartier est satisfaisant en matière d'espaces verts[1].

- selon ce sondage, pour le français, un bon cadre de vie serait caractérisé, d’abord par la surface du logement (54%), devant son isolation thermique (49%) ce qui laisse envisager un lien fait entre efficience énergétique, pouvoir d'achat et enjeux environnementaux mondiaux. Le coût du logement (46%) et l'isolation acoustique (42%) viennent ensuite. Hors du domicile, l’accès à une mobilité moins contraignante est aussi un souci : de bons réseaux de bus, et le développement du covoiturage en milieu rural sont désirés, commente Bruno Jeanbart responsable du sondage) qui ajoute que "La fracture territoriale reste très forte, non seulement en ce qui concerne les zones rurales, mais aussi les villes de moins de 20.000 habitants ; ce qui représente en tout 40% de la population française." 
En ville et ailleurs, des relations harmonieuses avec le voisinage sont aussi jugées importantes y compris hors métropole. 
L'ONCV a annoncé qu’il allait affiner son analyse sur les points cruciaux[1].

- un rapport publié fin 2024, basé sur le baromètre annuel du cadre de vie de 2023, met en avant les besoins de calme, tranquillité et sécurité associé au cadre de vie. Il rappelle six principes d'aménagement durable qui sont, selon Localtis : « le lien social favorisé par un cadre bâti ; la santé et le confort dans la conception des espaces bâtis ; l’intégration durable de la gestion environnementale dans la conception de l’aménagement (avec notamment la prise en compte des services rendus par les écosystèmes) ; l’intégration des alternatives dans les politiques de durabilité, notamment en matière de mobilité, de logement, de gestion des déchets, des pratiques de consommation et d’utilisation des ressources naturelles ; l’adaptation des formes urbaines pour réduire la vulnérabilité du bâti et garantir les conditions de confort pour les individus ; la promotion des solutions d’adaptation fondées sur la nature »[2].

#### Observatoires de l'environnement
- Observatoire des territoires (indicateurs) (rubrique Environnement et cadre de vie)
- départemental de l'environnement (Finistère, France, produisant un « atlas de l'environnement »)
- Observatoire de l'environnement en Nouvelle-Calédonie - OEIL
- Observatoire pérenne de l'environnement (Meuse/Haute-Marne)
- Observatoire du bruit en Ile-de-France
- Observatoire de la forêt méditerranéenne

#### Observatoires des sites et sols pollués
- BASIAS et BASOL (en France)